# Objection (film)
Pour les articles homonymes, voir Objection.
Pour plus de détails, voir Fiche technique et Distribution.
Objection (Motforestilling) est un film norvégien réalisé par Erik Løchen, sorti en 1972.

## Fiche technique
- Titre original : Motforestilling
- Titre français : Objection
- Réalisation : Erik Løchen
- Scénario : Erik Løchen
- Pays d'origine : Norvège
- Format : Noir et blanc - 35 mm
- Genre : drame
- Durée : 97 minutes
- Date de sortie : 1972

## Distribution
- Espen Skjønberg :
- Per Theodor Haugen :
- Kari Rasmussen :
- Knut Husebø :
- Anne Marie Ottersen :
- Ole-Jørgen Nilsen :
- Ragnar Baartvedt :
- Jahn Pedersen :
- Helga Backe :
- Thorleif Reiss :
- Unni Bernhoft :
- Finn Ryhl-Andersen :
- Wilfred Breistrand :
- Einar Wenes :
- Geir Børresen :